# Руффано
Руффано (італ. Ruffano, сиц. Ruffanu) — муніципалітет в Італії, у регіоні Апулія, провінція Лечче.
Руффано розташоване на відстані близько 530 км на південний схід від Рима, 175 км на південний схід від Барі, 45 км на південь від Лечче.

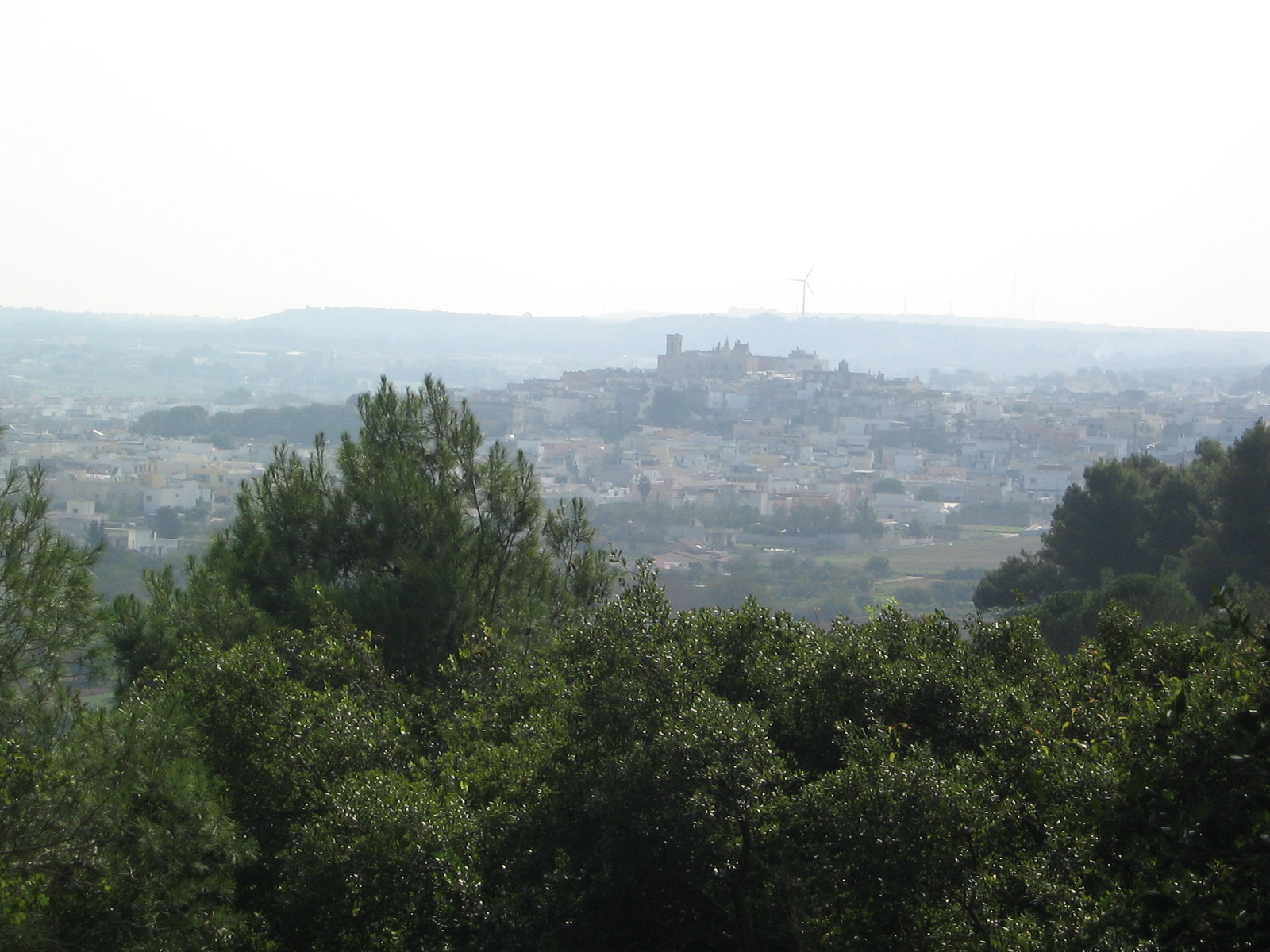

Населення — 9818 осіб (2014).
Покровитель — S.Antonio.

## Демографія
Населення за роками:

Станом на 1 січня 2023 року в муніципалітеті офіційно проживало 289 іноземців з 25 країн, серед них 84 громадяни країн Євросоюзу та 1 громадянин України.

## Сусідні муніципалітети
- Аккуарика-дель-Капо
- Казарано
- Міджано
- Монтезано-Салентіно
- Спеккія
- Суперсано
- Тауризано
- Удженто